# Grace (yacht)
M/Y Grace, tidigare Kibo, är en superyacht tillverkad av Abeking & Rasmussen i Tyskland. Hon levererades 2014 till sin dåvarande ägare Aleksandr Mamut, en rysk oligark. 2018 såldes superyachten till den brittiske företagsledaren John Reece, yachten fick då sitt nuvarande namn.
Superyachten designades helt av Terence Disdale. Grace är 81,2 meter lång och har en kapacitet upp till tolv passagerare fördelat på sex hytter. Den har en besättning på 23 besättningsmän. Superyachten kostade $150 miljoner att bygga. Grace är systerfartyg till Romea.